# Bulgarische Fußballmeisterschaft 1945
Die Bulgarische Fußballmeisterschaft 1945 war die 21. Spielzeit der höchsten bulgarischen Fußballspielklasse. Meister wurde Lokomotive Sofia.
Da Bulgarien die Gebiete Vardar-Mazedonien, Thrakien und Mazedonien verloren hatte, die es während des größten Teils des Zweiten Weltkriegs verwaltet hatte, nahmen die Mannschaften dieser Regionen ab 1945 nicht mehr an der bulgarischen Meisterschaft teil.

## Modus
24 Mannschaften ermittelten im Pokalmodus den Meister. Das Finale wurde in zwei Spielen ausgetragen.

## Teilnehmer
| - Angel Kantschew-Lewski Russe - Benkowski Widin - Borislaw Borissowgrad - Botew Bjala Slatina - Botew Gorna Dschumaja - Botew Michailowgrad - Botew Plowdiw - Chadschi Slawtschew Pawlikeni | - Lewski-Dorostol Silistra - Lewski Sofia - Lokomotive Pernik - Lokomotive Sofia - Nikolaj Laskow Jambol - Orlowez Gabrowo - Slawia Burgas - SP 45 Plowdiw | - Spartak Warna - Sportist Sofia - Stamo Kostow Popowo - TW 45 Warna - Vihar Dobritsch - ZSK-Botew Plewen - ZSK-Lewski Plowdiw - ZSK Stara Sagora |

## 1. Runde
Ein Freilos erhielten: Spartak Warna, TW 45 Warna, Vihar Dobritsch, Stamo Kostow Popowo, Sportist Sofia, Lokomotive Sofia, Botew Plowdiw und SP 45 Plowdiw.
|                          | Ergebnis  |                              |
| ------------------------ | --------- | ---------------------------- |
| Botew Bjala Slatina      | 2:3 n. V. | ZSK-Botew Plewen             |
| Orlowez Gabrowo          | 1:0       | Hadschi Slawtschew Pawlikeni |
| Botew Michailowgrad      | 0:1       | Benkowski Widin              |
| Botew Gorna Dschumaja    | 3:1       | Lokomotive Pernik            |
| Lewski-Dorostol Silistra | 0:2       | Angel Kantschew-Lewski Russe |
| Nikolaj Laskow Jambol    | 2:1       | Slawia Burgas                |
| Lewski Sofia             | 4:0       | ZSK-Lewski Plowdiw           |
| Borislaw Borissowgrad    | 3:3       | ZSK Stara Sagora             |

### Entscheidungsspiel
|                       | Ergebnis |                  |
| --------------------- | -------- | ---------------- |
| Borislaw Borissowgrad | 1:0      | ZSK Stara Sagora |

## Achtelfinale
|                              | Ergebnis |                  |
| ---------------------------- | -------- | ---------------- |
| Benkowski Widin              | 1:2      | Sportist Sofia   |
| Angel Kantschew-Lewski Russe | 1:2      | Spartak Warna    |
| Stamo Kostow Popowo          | 1:2      | TW 45 Warna      |
| ZSK-Botew Plewen             | 1:4      | Lokomotive Sofia |
| Orlowez Gabrowo              | 2:0      | Vihar Dobritsch  |
| Nikolaj Laskow Jambol        | 0:3      | Botew Plowdiw    |
| Borislaw Borissowgrad        | 1:3      | SP 45 Plowdiw    |
| Botew Gorna Dschumaja        | 1:2      | Lewski Sofia     |

## Viertelfinale
|                | Ergebnis |                  |
| -------------- | -------- | ---------------- |
| Botew Plowdiw  | 0:2      | Lokomotive Sofia |
| Spartak Warna  | 3:0      | Orlowez Gabrowo  |
| Sportist Sofia | 2:1      | Lewski Sofia     |
| SP 45 Plowdiw  | 2:2      | TW 45 Warna      |

### Entscheidungsspiel
|               | Ergebnis |             |
| ------------- | -------- | ----------- |
| SP 45 Plowdiw | 4:1      | TW 45 Warna |

## Halbfinale
|                | Ergebnis |                  |
| -------------- | -------- | ---------------- |
| Sportist Sofia | 3:2      | Spartak Warna    |
| SP 45 Plowdiw  | 0:0      | Lokomotive Sofia |

### Entscheidungsspiel
|               | Ergebnis |                  |
| ------------- | -------- | ---------------- |
| SP 45 Plowdiw | 0:1      | Lokomotive Sofia |

## Finale
| Datum             |                  | Gesamt |                | Hinspiel | Rückspiel |
| ----------------- | ---------------- | ------ | -------------- | -------- | --------- |
| 30.09./07.10.1945 | Lokomotive Sofia | 4:2    | Sportist Sofia | 3:1      | 1:1       |